# Narona
Narona (grec antic: Ναρῶνα, llatí: Narona) fou una colònia romana de Dalmàcia situada a la vall del Narenta, a la moderna Croàcia.
Els romans van convertir la ciutat en el seu quarter general durant la conquesta del país. Una vegada conquerit el territori, Narona esdevengué colònia romana, i després fou seu d'un convent jurídic amb 89 ciutats, que en temps de Plini el Vell s'havien reduït.
Al segle vii, en temps de l'emperador Heracli, fou ocupada pels eslaus. La ciutat, llavors anomenada Narenta, va esdevenir seu dels pirates eslaus que per molt de temps foren el terror de la mar Adriàtica i especialment dels comerciants venecians. La ciutat fou abandonada en qualque moment del segle vii. Posteriorment, a final del segle xvii, s'aprofitarien les restes de l'antiga ciutat per fer-hi una parròquia, entorn de la qual es desenvolupà l'actual vila de Vid.